# إشبورغ
إشبورغ (بالفرنسية: Eschbourg) هي بلدية فرنسية تقع في إقليم الراين الأسفل من منطقة ألزاس في شمال شرق فرنسا. تبلغ مساحة هذه المدينة 14.05 (كم²)، يبلغ عدد سكانها 488 نسمة حسب إحصاء المعهد الوطني للإحصاء والدراسات الاقتصادية سنة 2009 م. وترأس Dany Oster البلدية خلال فترة (2008-2012).

## وصلات خارجية
- صفحة البلدية على موقع المعهد الوطني للإحصاء والدراسات الاقتصادية